# Falumúzeum (Zsámbok)
A falumúzeum Zsámbok egyetlen múzeuma (Bajza Lenke tér 1.). A gyűjtemény szakmai munkáját a Galgamente falumúzeumait felügyelő aszódi Petőfi Múzeum ellenőrzi. Az épületben, illetve udvarán időnként helyi hagyományőrző programokat rendeznek.

## Története
A ház a Szalai nagygazda család lakhelye volt; jelenlegi formáját a 20 század elején kapta. A kiállított tárgyak zömét Lapu Istvánné gyűjtötte össze évtizedek szorgos munkájával.

## A kiállítás
Az enteriőrszerű berendezés egy módos parasztcsalád bútorzatát és gazdaságának szerszámkészletét mutatja be — ezt az anyagot a zsámboki népviselet és egyéb használati tárgyak egészítik ki. A kiállítás hétfő és szerda kivételével naponta 10–16 óra között látogató.